# Amphilophium pilosum
Amphilophium pilosum là một loài thực vật có hoa trong họ Chùm ớt. Loài này được Standl. mô tả khoa học đầu tiên năm 1938.